# آتور خناشو
آتور خناشو (زادهٔ ۱۳۲۰ در ارومیه – درگذشتهٔ ٢٠ دی ١۴٠١) نماینده ادوار دوم و سوم مجلس شورای اسلامی از حوزه‌های انتخابیه مجلس شورای اسلامی برای اقلیت‌های دینی و حوزه انتخابیه مسیحیان آشوری و کلدانی بود.

## درگذشت
آتور خناشو در ۲۰ دی ۱۴۰۱ درگذشت   